# Luiz Teixeira Gomes
Luiz Teixeira Gomes (Belém, 10 de julho de 1899 – Belém, 12 de fevereiro de 1962), foi um escritor brasileiro, adotava o pseudônimo literário Jacques Flôres. Era membro da Academia Paraense de Letras.

## Obras

### Livros publicados
- Cuia pitinga: humorismo da Amazônia (1936)[2]
- Severa romana : a mártir popular paraense (1955)[3]
- Berimbau e gaita (1925)[4]
- Panela de barro (1947)[5][6][7]
- Obras escolhidas de Jaques Flores[8]
- Vespasiano Ramos (1942)[9]

### Poesias publicadas em jornais e revistas
- Chromo: scena marajoara[10]

### Obras não publicadas
Em seu livro "Berimbau e gaita" (1925), há uma lista de obras a serem publicadas do mesmo autor (assinaladas como "a sair quando Deus mandar bom tempo"):
- Quem inventou a tapona (romace quase histórico)
- Aras... eras... iras... oras... uras... (futurismo)
- O "prompto" ou o porquê das calças pardas (conf.)
- História do meu fato preto (novela policial)
- Briga de galos (contas e contos)
- Cartaz de cinema (crônicas avulsas)

No livro "Cuia pitinga" (1936), o autor refere outras obras a publicar, com a indicação "por publicar se a mãe preguiça deixar, os homens quiserem e os deuses consentirem":
- Casar não é casaca (conf. inédita, ao mesmo tempo contra o divórcio e o casamento)
- Caroço de tucuman (espécie de romance)
- Ninho de ratos (contos, crônicas, o diabo a quatro)
- História do meu fato preto (não é história, é novela)
- Sem que nem pra que (versalhada de todo jeito)